# Big (rivista)
Big fu un'importante rivista musicale settimanale italiana degli anni sessanta. Con Ciao amici e Giovani, è stata una delle riviste che ha contribuito in maniera determinante allo sviluppo del beat in Italia; a differenza delle due riviste citate che privilegiavano l'aspetto musicale e le notizie sui complessi e i cantanti, Big trattava spesso anche argomenti politici e sociali d'attualità.

## Storia della rivista

### 1965-1966: Big e la Confeditorial s.p.a. Editrice
Big nacque nel 1965 da un'idea di Igino Lazzari, già collaboratore de L'Uomo Qualunque dove si occupava di musica e sport, ed uscì per la prima volta nelle edicole nel giugno del 1965, nei giorni in cui i Beatles stavano facendo il loro primo tour italiano. Secondo molti fu la prima rivista veramente beat, "nata con il Beat, per il Beat". Il direttore responsabile era Marcello Mancini, accompagnato dal caporedattore Fabrizio Zampa e tra i collaboratori, Pietro Vivarelli era l'inviato speciale a concerti ed eventi, ma c'erano anche Sergio Modugno e Mino Damato. Il formato della rivista era più grande rispetto alle altre due, simile a quello dei maggiori settimanali femminili, e se la grafica era ispirata alla francese Salut les copains e l'estetica a riviste come il Time, il Life o lo Stern, l'impostazione giornalistica risultava più impegnata, con articoli che sconfinavano sulla politica e sulla società, dimostrando così, nonostante il sottotitolo "Il settimanale giovane", una minor ingenuità rispetto alle altre riviste musicali del periodo del beat italiano. Big si proponeva infatti come una rivista che interpretasse le inquietudini e le "solitudini"' giovanili, di un'età vista non come spensieratezza, ma come "colma di timori, delle meraviglie, dello scontro con le cose sgradevoli della vita". Ed in questo senso Big diede voce anche a battaglie sociali come quella di Rita Pavone, che sosteneva l'urgenza di ottenere che "la maggiore età fosse abbassata a 18 anni e non più a 21, e con essa anche il diritto al voto": ... "se è ammesso che possiamo lavorare a 18 anni, perché non possiamo votare a 18 anni?". La rivista seppe poi cavalcare alcuni scoop giornalistici come "Nancy Sinatra: Vi racconto i guai della mia famiglia" e "Fulvia, la teenager del Cantagiro".

Rita Pavone saluta i fan, scortata dalla polizia, al Cantagiro 1967 - Tappa di Catania.

Ma Big fu anche una rivista fortemente impegnata nel promuovere competizioni canore al fine di spingere e divulgare l'allora florido movimento beat, divenendo in quegli anni anche partner del Cantagiro. E se da un lato, la linea dell'editore era quella di ridurre al minimo gli argomenti che trattassero esplicitamente della politica di palazzo, come veniva detto nell'angolo della posta ad una ragazzina che si dichiarava ignorante di politica in un momento in cui si avvicinava all'età del voto, dall'altro quella del giornale era di dare maggior peso politico alle nuove generazioni: Il 24 e 25 settembre 1966 si tenne a Roma il Congresso nazionale di "Big" che sanciva la nascita dei fan club, con 8.000 presenze da tutta Italia e l'elezione di una struttura formata da 92 segretari provinciali, 19 rappresentanti regionali ed un consiglio nazionale, con l'intento di "creare in ogni provincia un centro di raduno dei supporter con discoteca, centro di ascolto delle novità discografiche, centro studi, juke box e diffusione di materiale e riviste", anche al fine di riappropriarsi del peso decisionale fin qui negato ad una intera generazione. I supporter così organizzati potevano anche partecipare alla rivista con articoli e resoconti delle loro attività, che venivano inseriti nella rubrica "Il corriere dei supporters".

### 1966-1967: "Linea verde" vs. "linea gialla"

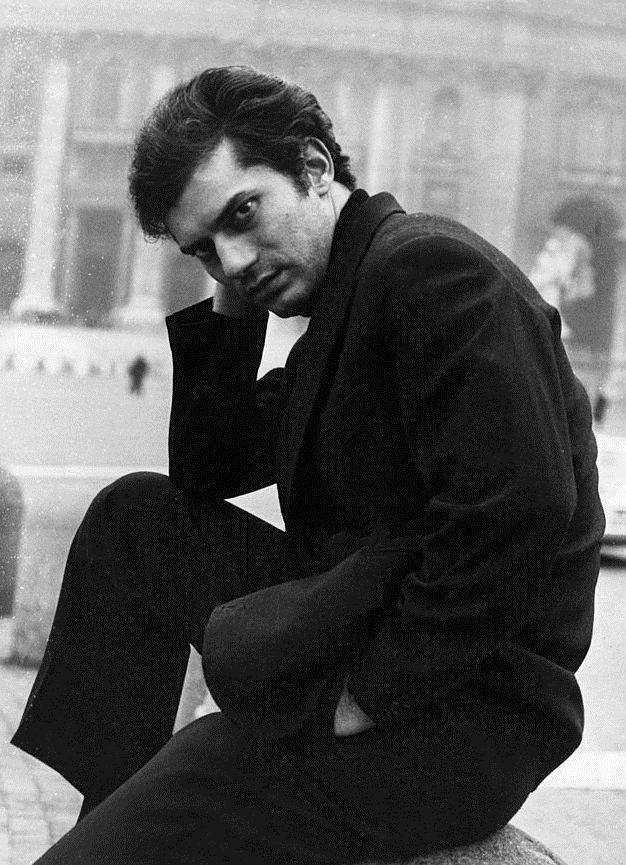
Luigi Tenco (1967) co-firmatario del comunicato della "linea gialla".

Più esplicitamente la politica entrava invece nelle pagine di Big durante la campagna elettorale delle elezioni amministrative del 1966, con un editoriale molto critico che prendeva le distanze da tutte le forze politiche: "Tenete sempre presente che gli unici autentici esempi di civiltà e di democrazia ci vengono dalla Gran Bretagna e da alcuni paesi del Nord Europa.[...] Non siamo per il centro sinistra. [Non abbiamo capito] se questo centro sinistra è di centro, di sinistra o, addirittura, di estrema destra"". Fu in questo contesto che Sergio Modugno scrisse l'editoriale dell'autunno del 1966 in cui auspicava la rinascita del movimento della "linea verde", che con Mogol tentava di portare avanti forme di dissenso meno radicali e più basate sui principi di fratellanza e solidarietà, fatte di modalità espressive meno esplicitamente "di protesta", ma più morbide e commerciali. All'articolo risposero i sostenitori della cosiddetta "linea gialla" con un comunicato co-firmato da diversi autori tra cui Luigi Tenco, Sergio Bardotti, Lucio Dalla, Gian Franco Reverberi e Piero Vivarelli, che professavano la necessità di portare avanti la "protesta dei giovani", contro quella "linea verde" accusata di voler "intorbidire le acque o per cause bassamente pubblicitarie o comunque speculative", favorendo così di fatto "quelle forze reazionarie che, ben lungi dall'essere state debellate, hanno invece nuove e terribili armi per cercare di far tenere i cervelli nell'ovatta e le bocche chiuse". La lettera aperta proseguiva parlando della Guerra del Vietnam, del muro di Berlino, degli scandali politici e delle repressioni della polizia. Il dibattito andò avanti nei numeri successivi, con Mogol che sosteneva la necessità della "linea verde" di essere ottimismo e speranza, che "non significa resa". Le diverse posizioni si alternarono così nelle pagine di Big, ripercuotendosi persino al Festival di Sanremo 1966 che aveva visto il prevalere delle canzoni di "pseudo-protesta". Nella rivista fu invece emblematico l'editoriale del 3 maggio 1967 sulla Guerra del Vietnam, che dimostrava grande disillusione dichiarando che non si poteva più restarne indifferenti lasciando questo tema ai soli "autori di canzonette che ne traggono rime dai facili guadagni".
La veste grafica di Big cambiò per la prima volta con il numero 44 del 1 novembre 1967.

### 1967-1968: Ciao Big e la Edizioni Italeuropa s.r.l.
Con l'inizio del 1968 Big cambiò nuovamente assumendo un formato da giornale per 15 numeri, fino all'aprile dello stesso anno. Ma nel frattempo la rivista aveva cambiato editore. Iniziò da qui un graduale declino della rivista, dopo la scelta della Confeditorial s.p.a. Editrice di Adelina Tattilo e Saro Balsamo di concentrarsi definitivamente sulle pubblicazioni erotiche Men e Playmen, aprendo così le porte alle trasformazioni sociali che avverranno negli anni '70. Se nel marzo del 1968 Big era passata alla Edizioni Italeuropa s.r.l. trasferendo così la sede in via di San Costanza n. 24, con il cambio di casa editrice, era cambiato anche il suo direttore responsabile con la nomina di Virgilio Bugamelli. La fusione con la rivista concorrente Ciao Amici, che aveva portato alla crasi dei due nomi formando così la nuova Ciao Big, era avvenuta già nel novembre del 1967, per assumere poi un formato più piccolo, in linea con Ciao Amici, dal numero 52 del 29 dicembre 1967.
In seguito ad altri cambi di case editrici, e ad una crisi della scena musicale che vedeva ormai la musica beat in forte crisi, Ciao Big venne chiusa. L'ultimo numero di Ciao Big uscì il 17 gennaio del 1969. Di li a poco, dalle ceneri di Ciao Big nascerà la rivista musicale Ciao 2001.